# Michail Larionovič Michajlov
Michail Larionovič Michajlov (in russo Михаил Ларионович Михайлов?; Ufa, 16 gennaio 1829, 4 gennaio del calendario giuliano – Kadaja, 15 agosto 1865, 3 agosto del calendario giuliano) è stato un poeta, scrittore, traduttore e rivoluzionario russo.

## Biografia
Era figlio di un funzionario e di una principessa kirghisa. Frequentò il ginnasio a Ufa senza terminarlo, in seguito studiò all'università di San Pietroburgo. Nel 1845 i suoi primi lavori furono pubblicati nella rivista Illjustracija. Nel 1848 dovette trasferirsi a Nižnij Novgorod a prestare servizio, ma continuò l'attività letteraria. Nel 1852 lasciò il servizio e si trasferì a San Pietroburgo, dove lavorò principalmente per le riviste Sovremennik e Otečestvennye zapiski. Negli anni successivi divenne una delle figure di spicco dei movimenti rivoluzionari clandestini in Russia. Nel 1861 fu arrestato e condannato a dodici anni e mezzo di lavori forzati in Siberia, dove morì nel 1865.

## Opere
Michail Michajlov scrisse poesie, articoli letterari e giornalistici, romanzi e novelle. Tra le opere di narrativa, le più famose sono il racconto Adam Adamyč e il romanzo Uccelli migratori, che descrive la vita di attori provinciali erranti. Alcune sue traduzioni poetiche divennero libri di testo. Michajlov introdusse Heinrich Heine nella società russa, in un'epoca in cui il poeta lì era ancora quasi sconosciuto.
Era un sostenitore dell'emancipazione femminile, fu uno dei primi a parlare di uguaglianza politica e di diritto di voto alle donne; il suo articolo “Le donne: la loro educazione e importanza nella famiglia e nella società”, scritto in polemica con Proudhon, conteneva un progetto per una nuova struttura familiare paritaria. 
L'edizione postuma delle sue poesie (San Pietroburgo, 1866) fu distrutta per decisione della censura. Molte sue poesie e traduzioni poetiche furono messe in musica dai principali compositori russi della seconda metà del XIX secolo.